# 764年
| 千纪： | 1千纪                                                                                           |
| 世纪： | 7世纪 \| 8世纪 \| 9世纪                                                                         |
| 年代： | 730年代 \| 740年代 \| 750年代 \| 760年代 \| 770年代 \| 780年代 \| 790年代                       |
| 年份： | 759年 \| 760年 \| 761年 \| 762年 \| 763年 \| 764年 \| 765年 \| 766年 \| 767年 \| 768年 \| 769年 |
| 纪年： | 甲辰年（龙年）；唐廣德二年；南诏赞普钟十三年；日本天平宝字八年；渤海国大興二十七年              |

## 大事记
- 中国
  - 唐朝设立湖南观察使，这是湖南这个名称的第一次使用。
  - 僕固懷恩引吐蕃攻邠州。
  - 吐蕃攻陷涼州，河西節度使楊志烈出奔甘州，十月僕固懷恩引吐蕃、回纥、党项10万众南下奉天，懾於郭子儀的威望而退兵。
- 日本
  - 惠美押勝之亂，孝謙上皇寵信道鏡，藤原仲麻呂有心除之，但失敗被捕。
  - 10月9日——淳仁天皇退位。由孝謙天皇重祚，登基為称德天皇。

## 逝世
- 8月15日-李光弼